# Falcon Crest
 (octobre 2024).
Si vous disposez d'ouvrages ou d'articles de référence ou si vous connaissez des sites web de qualité traitant du thème abordé ici, merci de compléter l'article en donnant les références utiles à sa vérifiabilité et en les liant à la section « Notes et références ».
Falcon Crest ou Sous le signe du faucon au Québec est un feuilleton télévisé américain en 227 épisodes de 45 minutes, créé par Earl Hamner, Jr. et diffusé entre le 4 décembre 1981 et le 18 mai 1990 sur le réseau CBS.
En France, le feuilleton a été diffusé à partir du 7 mai 1987 sur M6, rediffusé intégralement sur Antenne 2 en 1989-90, puis sur Téva. Au Québec, il a été diffusé à partir du 6 juin 1989 sur le réseau TVA à partir de la troisième saison.

## Synopsis
Ce feuilleton raconte la lutte impitoyable entre la riche Angela Channing et son neveu Chase Gioberti, qui a hérité de son père une partie du domaine viticole de Falcon Crest, situé dans la vallée de Tuscany, non loin de San Francisco.

## Distribution
- Jane Wyman (VF : Jacqueline Cohen) : Angela Channing
- Robert Foxworth (VF : Michel Papineschi) : Chase Gioberti (1981-1987)
- Susan Sullivan (VF : Martine Messager) : Maggie Gioberti (1981-1989)
- Lorenzo Lamas (VF : José Luccioni) : Lance Cumson
- Abby Dalton (VF : Perrette Pradier) : Julia Cumson (1981-86)
- William R. Moses (VF : Éric Baugin) : Cole Gioberti (1981-1986)
- Jamie Rose (VF : Catherine Lafond) : Vickie Gioberti #1 (1981-1983)
- Ana Alicia (VF : Maïk Darah, Marie Vincent puis Dorothée Jemma) : Melissa Agretti/Cumson/Gioberti (1982-1989)
- Margaret Ladd (VF : Jeanine Forney) : Emma Channing (1981-1989)
- David Selby (VF : Michel Paulin) : Richard Channing (1982-1990)
- Chao Li Chi (VF : Jacques Ciron) : Chao-Li (1981-90)
- Mel Ferrer (VF : Michel Bardinet) : Phillip Erikson (1981-1984)
- Lana Turner (VF : Paule Emanuele) : Jacqueline Perrault (1982-1983)
- John Saxon (VF : Serge Sauvion puis Daniel Sarky) : Tony Cumson (1981-1982 et 1986-1987)
- E. G. Marshall : Henri Denault (1982-83)
- Bradford Dillman (VF : Jean-Claude Robbe) : Darryl Clayton (1982-83)
- Shannon Tweed (VF : Anne Kerylen) : Diana Hunter (1982-83)
- Roy Thinnes (VF : Jean-Luc Kayser) : Nick Hogan (1982-1983)
- Cliff Robertson (VF : Hubert Noël) : Dr Michael Ranson (1983-1984)
- Sarah Douglas (VF : Béatrice Delfe) : Pamela Lynch (1983-85)
- Laura Johnson (VF : Céline Monsarrat puis Frédérique Tirmont) : Terry Hartford/Mc Carthy/Ranson/Channing (1983-1986)
- Paul Freeman (VF : Michel Barbey) : Gustav Riebmann (1984-85)
- Simon MacCorkindale (VF : Michel Derain) : Greg Reardon (1984-1986)
- Kate Vernon (VF : Martine Irzenski) : Lorraine Prescott (1984-1985)
- Gina Lollobrigida (VF : Évelyn Séléna) : Francesca Gioberti (1984)
- Anne Archer (VF : Annie Balestra) : Cassandra Wilder (1985)
- Celeste Holm (VF : Nathalie Nerval) : Anna Rossini (1985)
- Morgan Fairchild (VF : Sylvie Moreau) : Jordan Roberts (1985-1986)
- Ken Olin (VF : Bernard Métraux) : Père Christopher (1985-1986)
- Apollonia Kotero : Apollonia (1985-1986)
- Brett Cullen (VF : Bernard Lanneau) : Dan Fixx (1986-88)
- Dana Sparks (en) (VF : Anne Rondeleux) : Vickie Gioberti #2 (1986-88)
- John Callahan (VF : Lionel Henry) : Eric Stravos (1986-88)
- Cesar Romero (VF : Jean-Pierre Delage) : Peter Stavros (1985-1987 et 1988)
- Kim Novak (VF : Michèle Bardollet) : Kit Marlowe (1986-1987)
- Robert Stack (VF : Jacques Deschamps) : Roland Saunders (1987)
- Leslie Caron (VF : Annie Sinigalia) : Nicole Sauguet (1987)
- Eddie Albert : Carlton Travis (1987)
- Lauren Hutton (VF : Anne Jolivet) : Liz McDowell (1987)
- Tahnee Welch (VF : Danièle Douet) : Shannon (1988)
- Mariska Hargitay (VF : Sylvie Feit) : Carly Fixx (1988)
- Ursula Andress (VF : Perrette Pradier) : Madame Malec (1987)
- Rod Taylor (VF : Yves Barsacq) : Frank Agretti (1988-1990)
- David Beecroft (VF : Franck Capillery) : Nick Agretti (1988-89)
- Kristian Alfonso (VF : Micky Sébastian) : Pilar Ortega (1988-89)
- Assumpta Serna : Anna Cellini (1989)
- Wendy Phillips (VF : Monique Nevers) : Lauren Sharpe (1989-90)
- Gregory Harrison (VF : Érik Colin) : Michael Sharpe (1989-1990)
- Carla Gugino (VF : Virginie Ogouz) : Sydney St. James (1989-1990)

Source : Les Séries télé sous la direction de Martin Winckler et Christophe Petit[Lequel ?], Larousse, 1999
 Source et légende : version française (VF) sur RS Doublage

### Invités
Falcon Crest est, de tous les soaps des années 1980, celui qui a reçu le plus de stars, par ordre d'arrivée dans le feuilleton :
Saison 1
- Mel Ferrer, Stephen Elliott, John Saxon, Carlos Romero (en), Dana Andrews, Lana Turner, Dana Elcar.

Saison 2
- E. G. Marshall, Shannon Tweed, Roy Thinnes, Joanna Cassidy, Bradford Dillman, Katherine Justice, Robert Loggia, Gloria DeHaven.

Saison 3
- Cliff Robertson, Pat Crowley, Sandy Martin.

Saison 4
- Paul Freeman, Simon MacCorkindale, Parker Stevenson, Kate Vernon, Gina Lollobrigida, Jane Greer, Andrew Duggan, Anne Archer, Celeste Holm.

Saison 5
- Simon MacCorkindale, Celeste Holm, Morgan Fairchild, Cesar Romero, John McMartin, Marian McCargo, Julie Carmen, Edward Albert.

Saison 6
- Kim Novak, John Saxon, Jane Badler, Mariska Hargitay, Ellen Geer, Robert Stack, Cindy Morgan, Melba Moore.

Saison 7
- Leslie Caron, Dick O'Neill, Eddie Albert, Eve Arden, Lauren Hutton, Theodore Bikel, Tahnee Welch, Ursula Andress, Rod Taylor, Roscoe Lee Browne.

Saison 8
- Michael Fox, Assumpta Serna.

Saison 9
- Gregory Harrison, Robert Ginty, Susan Blakely.

 Sauf indication contraire, les informations mentionnées dans cette section peuvent être confirmées par la base de données cinématographiques IMDb,  présente dans la section « Liens externes ».

## Épisodes

### Saison 1
1. La maison de mon père (In His Father's House)
2. Les saboteurs (A Time for Saboteurs)
3. Les vins mélangés (The Tangled Vines)
4. Les vendanges (The Harvest)
5. Tony revient (Tony Comes Home)
6. Âmes sœurs (Kindred Spirits)
7. L'extorqueur (The Extortionist)
8. Le maître de maison (Lord of the Manor)
9. Sombre voyage (Dark Journey)
10. Victime (Victims)
11. Pour l'amour de l'argent (For Love or Money)
12. Réunion de famille (Family Reunion)
13. Le candidat (The Candidate)
14. Château de cartes (House of Cards)
15. L'héritier (Heir Apparent)
16. Le bon, le méchant et le profane (The Good, the Bad and the Profane)
17. Les avant-dernières questions (Penultimate Questions)
18. Les dernières réponses (Ultimate Answers)

### Saison 2
1. Le défi (The Challenge)
2. Une arrivée (The Arrival)
3. Les eaux troubles (Troubled Waters)
4. Un meurtre (Murder One)
5. La dénonciation (The Exposé)
6. Le départ de Cole (Home Away from Home)
7. Homonyme (The Namesake)
8. Les choix (Choices)
9. Sur le fil (Le vigile) (The Vigil)
10. Confrontations (Confrontations)
11. Unis, nous résistons… (United We Stand…)
12. …Divisés, nous perdons (…Divided We Fall)
13. Pas de deux (Pas de Deux)
14. Au-dessus de tout soupçon (Above Suspicion)
15. Promesse manquée (Broken Promises)
16. Propos délibérés (Deliberate Disclosure)
17. Amour, honneur et obéissance (Love, Honor and Obey)
18. Cœurs séparés (Separate Hearts)
19. Odyssée (The Odyssey)
20. Ultimatum (Ultimatums)
21. Le Tourbillon (Maelstrom)
22. Révélations (Climax)

### Saison 3
1. Ténèbres (Cimmerian Dawn)
2. Pénombre (Penumbra)
3. Conspirations (Conspiracy)
4. Associés (Partners)
5. Juge et juré (Judge and Jury)
6. Le Serment du péché (The Wages of Sin)
7. Le Dernier Rire (The Last Laugh)
8. La Réclusion (Solitary Confinements)
9. Intrigues (Chameleon Charades)
10. Double jeu (Double Dealing)
11. La Trahison (The Betrayal)
12. Coup d'État (Coup d'État)
13. Défense d'entrer (No Trespassing)
14. Le Sport des rois (Sport of Kings)
15. Échec à la reine (Queen's Gambit)
16. Amère vendange (Bitter Harvest)
17. Verdict (Power Play)
18. La Manipulation (Changing Times)
19. Réactions en chaîne (The Aftermath)
20. Preuves de confiance (Tests of Faith)
21. Le Chat botté (Little Boy Blue)
22. Avant la tempête (The Gathering Storm)
23. Compte à rebours (Final Countdown)
24. Le Triomphe de l'amour (Love's Triumph)

## Commentaires
Lorenzo Lamas et Ana Alicia formèrent le couple le plus séduisant de Falcon Crest.
Jane Wyman composa un méchant d'anthologie, tout à fait à la hauteur de Larry Hagman, Joan Collins, William Devane, Donna Mills ou Carolyn Jones.